# انتقام (فیلم ۱۹۶۹)
انتقام (انگلیسی: Intaqam) فیلمی هندی در سبک درام است که در سال ۱۹۶۹ منتشر شد. از بازیگران آن می‌توان به آشوک کومار اشاره کرد.